# Kilpisjärvi och Alajärvi
Kilpisjärvi och Alajärvi eller Alanen Kilpisjärvi är en sjö i Finland, på gränsen till Sverige. Den ligger i kommunen Enontekis i landskapet Lappland, Finland och i Kiruna kommun i Sverige. Kilpisjärvi och Alajärvi ligger 472,8 meter över havet. Den är 57 meter djup. Arean är 37,33 kvadratkilometer och strandlinjen är 71,54 kilometer lång. Sjön  ingår i Torne älvs huvudavrinningsområde. 